# Калина Рафинеску
Калина Рафинеску (лат. Viburnum rafinesqueanum) – листопадный кустарник среднего размера (обычно около 2 метров в высоту), произрастающий в восточной части Соединенных Штатов и Канады от Квебека и Манитобы на юг до Джорджии и на запад до Оклахомы.
Viburnum rafinesqueanum имеет супротивные простые листья и темно-синие плоды в ягодообразных костянках. Поздней осенью листва становится оранжево-красной. Южная калина (V. dentatum) похожа, за исключением того, что она цветет позже и имеет более широкие и более крупнозубчатые листья, а также более длинные черешки.
Другими подобными видами являются гладкая калина (V. recognitum) и каролинская калина (V. carolinianum).